# Epimecis cineraria
Epimecis cineraria là một loài bướm đêm trong họ Geometridae.